# Краснокутский курган
Краснокутский курган — один из скифских курганов на правом берегу реки Днепр.
Курган расположен вблизи бывшей станицы Краснокутская (ныне село Григоровка Солонянского района Днепропетровской области).
Курган был частично исследован И. Е. Забелиным в 1860 году. Позднее, в 1980-е годы исследовался В. Шатуновым, В. Жуковским, С.В. Полиным.
Первоначально насыпь имела высоту около 8,5 м, диаметр около 64 метров. На вершине кургана была площадка диаметром около 15 метров. Поверхность насыпи была выложена камнем.
Находки сделанные в Краснокутском кургане хранятся в Эрмитаже.